# James Marape
James Marape (* 24. dubna 1971 Tari) je politik ze státu Papua Nová Guinea.
Narodil se v hlavním městě provincie Hula a patří ke kmeni Huliů. Je příslušníkem církve Adventistů sedmého dne. Vystudoval environmentalistiku na University of Papua New Guinea v Port Moresby. Působil jako manažer ve zdravotnickém výzkumu i v těžařském průmyslu.
V roce 2007 byl zvolen poslancem papuánského parlamentu za Stranu národní aliance. V letech 2008 až 2011 byl ministrem školství ve vládě Michaela Somareho. V roce 2012 se stal členem Lidového národního kongresu a ministrem financí ve vládě Petera O'Neilla. V dubnu roku 2019 z funkce odstoupil na protest proti dohodě o využívání nerostného bohatství země, v níž vláda před domácími firmami upřednostnila ExxonMobil a TotalEnergies. Následovala vládní krize, O'Neill odešel z čela vlády a při výběru jeho nástupce získal Marape podporu většiny poslanců, takže ho 30. května 2019 generální guvernér Bob Dadae jmenoval ministerským předsedou.